# Luizinho
Luizinho, pseudonimo di Luiz Carlos Ferreira (Nova Lima, 22 ottobre 1958), è un ex calciatore brasiliano, di ruolo difensore.

## Carriera
Dopo avere esordito nella propria carriera di calciatore a 17 anni nel 1975 tra le file del club brasiliano del Vila Nova, nel 1978 venne ingaggiato dall'Atletico Mineiro, dove rimase 11 anni, vincendo 8 edizioni del Campionato Mineiro, e una Bola de Prata nel 1980.
In quegli anni, si guadagnò il posto di difensore centrale titolare nella nazionale brasiliana, e disputò tutte le partite del Mondiale di Spagna 1982.
Nel 1989 andò a giocare nella squadra portoghese dello Sporting Lisbona, per poi ritornare in Brasile dopo tre anni, fino al ritiro definitivo dalla carriera agonistica nel 1996.

## Palmarès

### Club

#### Competizioni statali
- Campionato Goiano: 2

Vila Nova: 1977, 1995
- Campionato Mineiro: 9

Atlético Mineiro: 1978, 1979, 1980, 1981, 1982, 1985, 1986, 1989
Cruzeiro: 1994

#### Competizioni nazionali
- Coppa del Brasile: 1

Cruzeiro: 1993

#### Competizioni internazionali
- Supercoppa Sudamericana: 1

Cruzeiro: 1992

### Individuali
- Bola de Prata: 1

1980